# Nature's 10
Nature's 10, traducido al español como Los 10 de Nature, es un listículo o lista anual en la que aparecen diez personas que han destacado en los distintos ámbitos de la ciencia, y que es elaborada por la revista científica Nature.
Las personas nominadas han sido elegidas por haber tenido un impacto significativo en la ciencia, ya sea para bien o para mal. Los periodistas y el personal editorial de Nature juzgan que los nominados hayan tenido "un impacto significativo en el mundo, o su posición profesional en el mundo pueda haber tenido un impacto importante en la ciencia".
Los nombres elegidos van acompañados de perfiles biográficos muy breves que describen a las personas que han estado detrás de algunos de los descubrimientos y eventos científicos más importantes del año. Junto a los diez seleccionados, también se enumeran otras cinco personas "a tener en cuenta" para el año siguiente. .

## 2024
Entre los galardonados de 2024 se encuentran:
1. Ekkehard Peik: Padre del tiempo
2. Kaitlin Kharas: Campeona del salario justo
3. Li Chunlai: Guardián de la roca lunar
4. Anna Abalkina: Cazadora de fraudes
5. Huji Xu: Doctor atrevido
6. Muhammad Yunus: Constructor de naciones
7. Placide Mbala: Cazador de virus
8. Cordelia Bähr: Cruzada del clima
9. Rémi Lam: Detective meteorológico con inteligencia artificial
10. Wendy Freedman: Guardabosques cósmico

A tener en cuenta en 2025:
1. Mark Thomson: Próximo director general del CERN
2. Emma Hodcroft: Co-fundadora, Pathoplexus
3. Donald Trump: Presidente electo de EE.UU.

## 2023
Entre los galardonados de 2023 se encuentran:
1. Kalpana Kalahasti: Hacia la Luna
2. Marina Silva: Protectora del Amazonas
3. Katsuhiko Hayashi: Reprogramando la reproducción
4. Annie Kritcher: Encendedora de la fusión
5. Eleni Myrivili: Vigilante del calentamiento global
6. Ilya Sutskever: Visionario de la IA
7. James Hamlin: Detective de la superconductividad
8. Svetlana Mojsov: Desarrolladora anónima de fármacos
9. Halidou Tinto: Luchador contra la malaria
10. Thomas Powles: Explorador del cáncer

Premiado especial:
1. ChatGPT: ¿Bendición y opresión?

A tener en cuenta en 2024:
1. Monica M. Bertagnolli, Directora, National Institutes of Health (NIH) de Estados Unidos
2. Colin Waters, Presidente, Grupo de Trabajo sobre el Antropoceno
3. Ilan Gur, Director Ejecutivo, Agencia de Investigación e Invención Avanzadas del Reino Unido
4. Muhammad Masroor Alam, Biólogo molecular, Instituto Nacional de Salud de Pakistán

## 2022
Entre los galardonados de 2022 se encuentran:
1. Jane Rigby: Exploradora del universo
2. Yunlong Cao: Predictor de nuevas variantes COVID
3. Saleemul Huq: Revolucionario del clima
4. Svitlana Krakovska: Voz de Ucrania frente al cambio climático
5. Dimie Ogoina: Vigilante de la viruela del mono
6. Lisa McCorkell: Activista frente al COVID persistente
7. Diana Greene Foster: Investigadora sobre el aborto
8. António Guterres: Diplomático de crisis
9. Muhammad Mohiuddin: Pionero de los trasplantes
10. Alondra Nelson: Directora política, impulsora de la ciencia abierta al público

A tener en cuenta en 2023:
1. Sherry Rehman, Ministra de Cambio Climático, Pakistán
2. Nallathamby Kalaiselvi, Consejo Indio de Investigación Científica e Industrial
3. Sun Chunlan, Partido Comunista Chino
4. Renee Wegrzyn, Agencia de Proyectos de Investigación Avanzada de EE.UU. para la Salud
5. Anthony Tyson, Universidad de California, Davis

## 2021

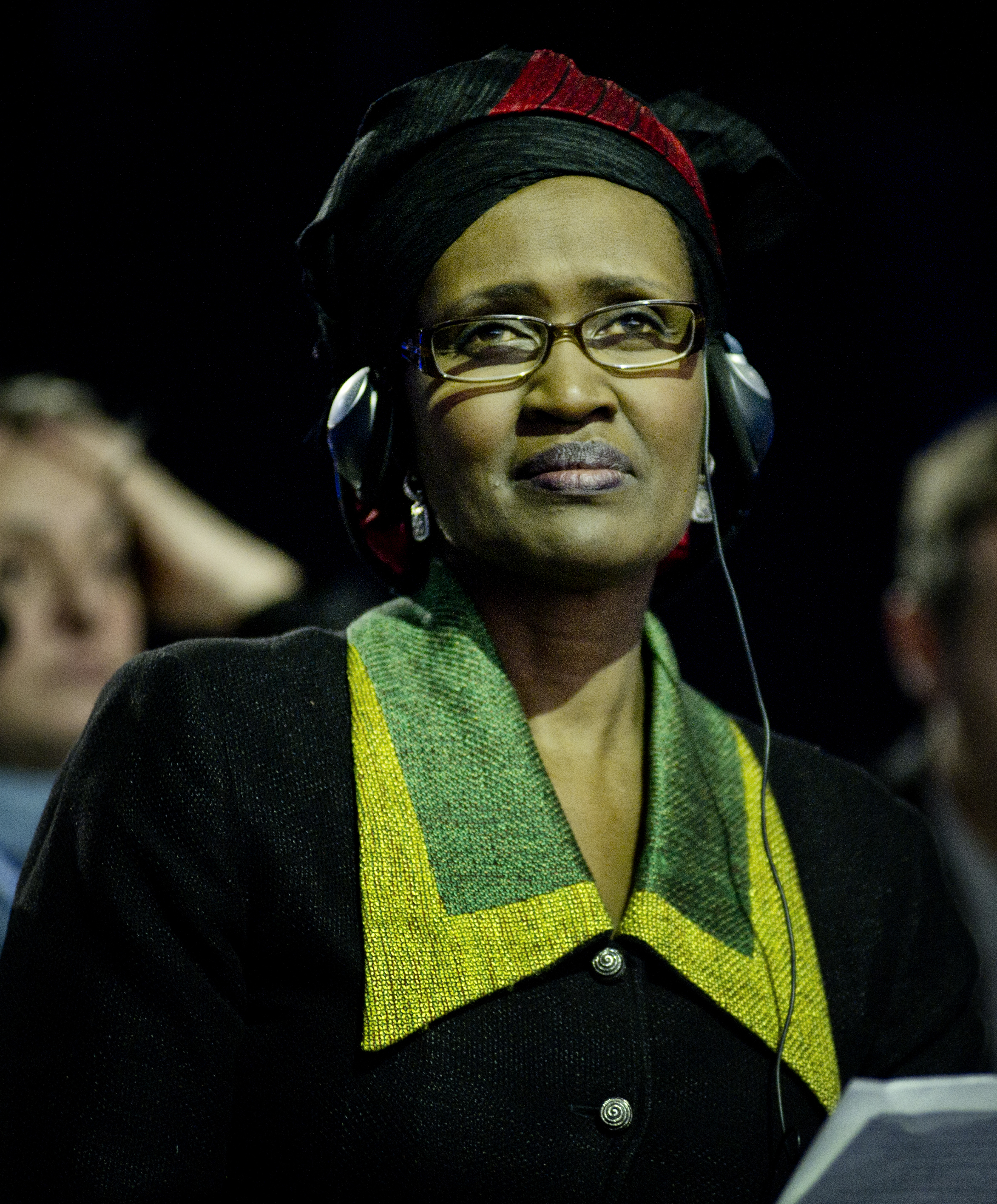
Winnie Byanyima fue nominada en 2021 por su trabajo sobre la equidad en las vacunas con ocasión de la pandemia de COVID-19. Es directora ejecutiva de ONUSIDA.

Entre los galardonados de 2021 se encuentran:
1. Winnie Byanyima, guerrera de las vacunas
2. Friederike Otto, detective meteorológico
3. Zhang Rongqiao, explorador de Marte
4. Timnit Gebru, líder en ética de la IA
5. Tulio de Oliveira, rastreador de variantes
6. John Jumper, predictor de proteínas
7. Victoria Tauli-Corpuz, defensora indígena
8. Guillaume Cabanac, detective de engaños
9. Meaghan Kall, comunicadora del COVID
10. Janet Woodcock, directora de agencia estadounidense de fármacos (FDA)

Personas a seguir en 2022:
1. Chikwe Ihekweazu, epidemióloga del Centro de Inteligencia sobre Pandemias y Epidemias de la OMS.
2. Jane Rigby, astrofísica del NASA Goddard Space Flight Center
3. Love Dalén, genetista del Museo Sueco de Historia Natural.
4. Xie Zhenhua, enviado especial de China para el cambio climático
5. Graziano Venanzoni, físico del Instituto Nacional Italiano de Física Nuclear.

## 2020

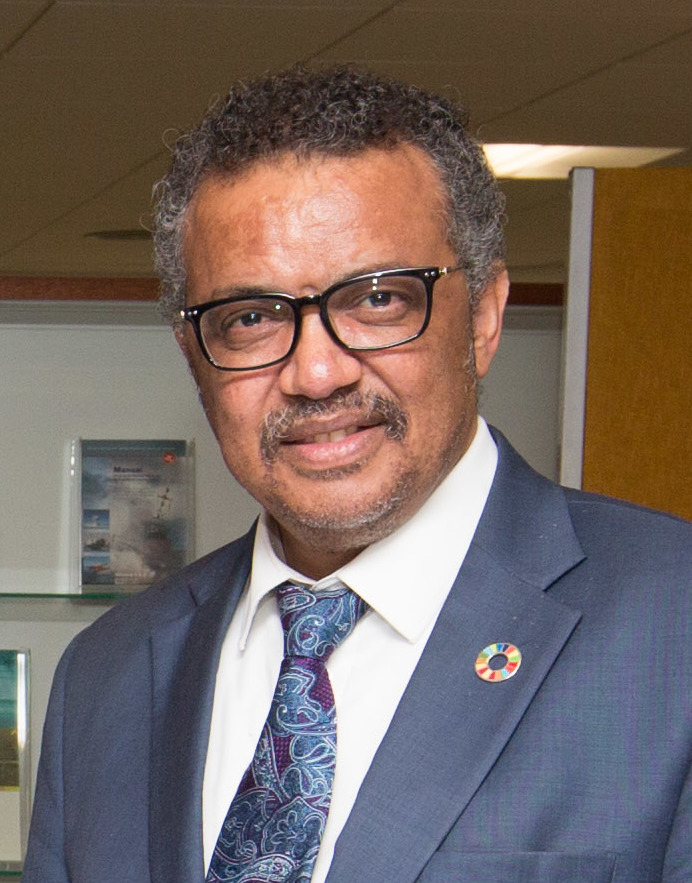
Tedros Ghebreyesus fue nominado en 2020 por su labor como director general de la Organización Mundial de la Salud.

Entre los galardonados de 2020 se encuentran:
1. Tedros Ghebreyesus, Advirtiendo al mundo
2. Verena Mohaupt, Patrullera polar
3. Gonzalo Moratorio, Cazador de coronavirus
4. Adi Utarini, Comandante de mosquitos
5. Kathrin Jansen, Líder de vacunas
6. Zhang Yongzhen, Compartidor del genoma
7. Chanda Prescod-Weinstein, Una fuerza en la física
8. Li Lanjuan, Arquitecta de confinamientos
9. Jacinda Ardern, Líder de la crisis
10. Anthony Fauci, defensor de la ciencia

A seguir en 2021:
1. Marion Koopmans, Centro Médico de la Universidad Erasmus, Rotterdam, Países Bajos
2. Zhang Rongqiao, Administración Espacial Nacional de China
3. Karen Miga, Universidad de California, Santa Cruz
4. Rochelle Walensky, Harvard Medical School, Boston, Massachusetts
5. Jane Greaves, Universidad de Cardiff, Reino Unido

## 2019
.

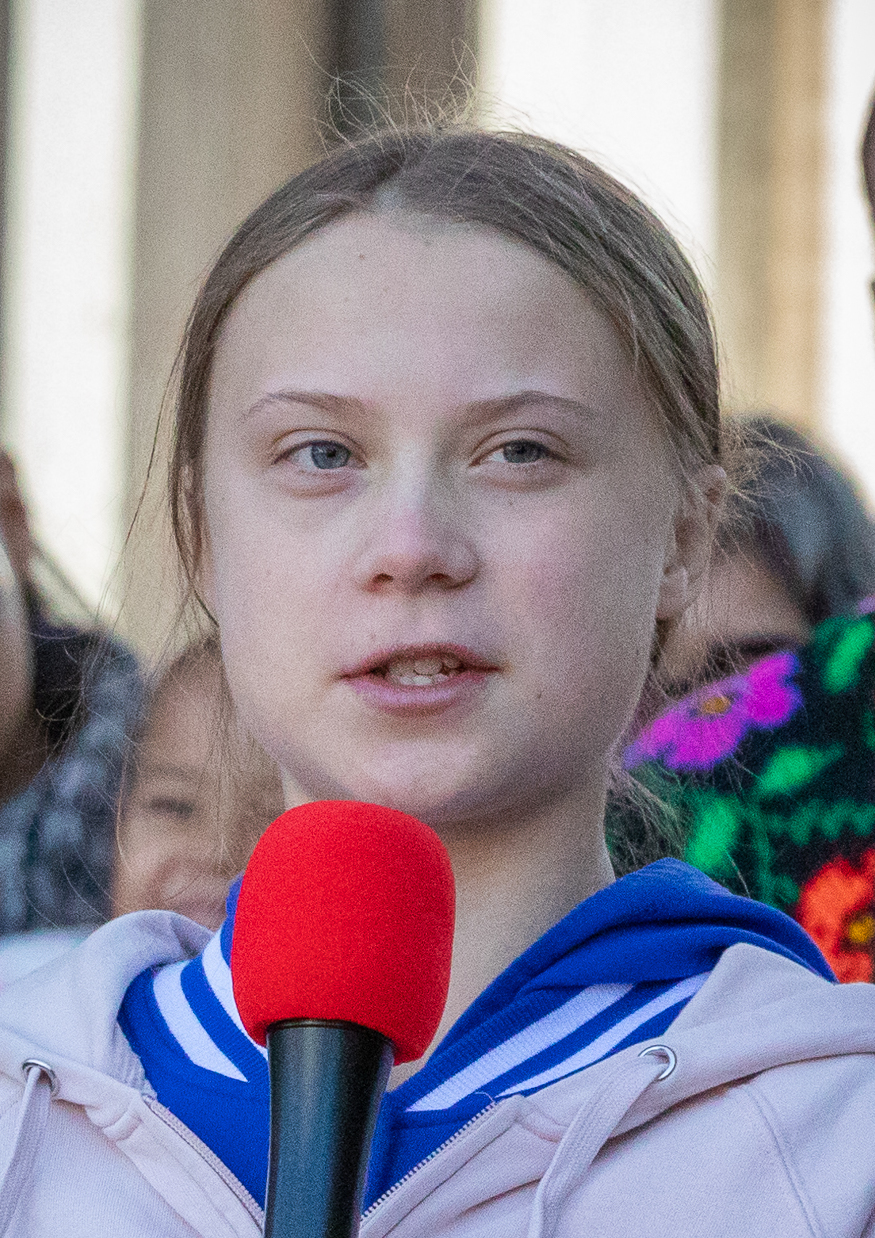
Greta Thunberg fue nominada en 2019 por su labor como catalizadora del clima

Entre los galardonados de 2019 se encuentran:
1. Ricardo Galvão: Defensor de la Ciencia
2. Victoria Kaspi: Detectives del cielo
3. Nenad Sestan: Neurocientífico
4. Sandra Díaz: Guardiana de la biodiversidad
5. Jean-Jacques Muyembe-Tamfum: Luchador contra el ébola
6. Yohannes Haile-Selassie: Buscador de orígenes
7. Wendy Rogers: Ética de los trasplantes
8. Deng Hongkui: Traductor de CRISPR
9. John M. Martinis: Constructor cuántico
10. Greta Thunberg: Catalizadora del clima

Personas a seguir en 2020:
1. António Guterres: Secretario General de las Naciones Unidas
2. Denis Rebrikov: Centro Nacional de Investigación Médica Kulakov de Obstetricia, Ginecología y Perinatología, Moscú
3. Geng Meiyu: Instituto de Materia Médica de Shanghái, China
4. Mariya Gabriel: Comisaria Europea de Innovación, Investigación, Cultura, Educación y Juventud
5. Markus Rex: Instituto Alfred Wegener, Alemania

## 2018
.

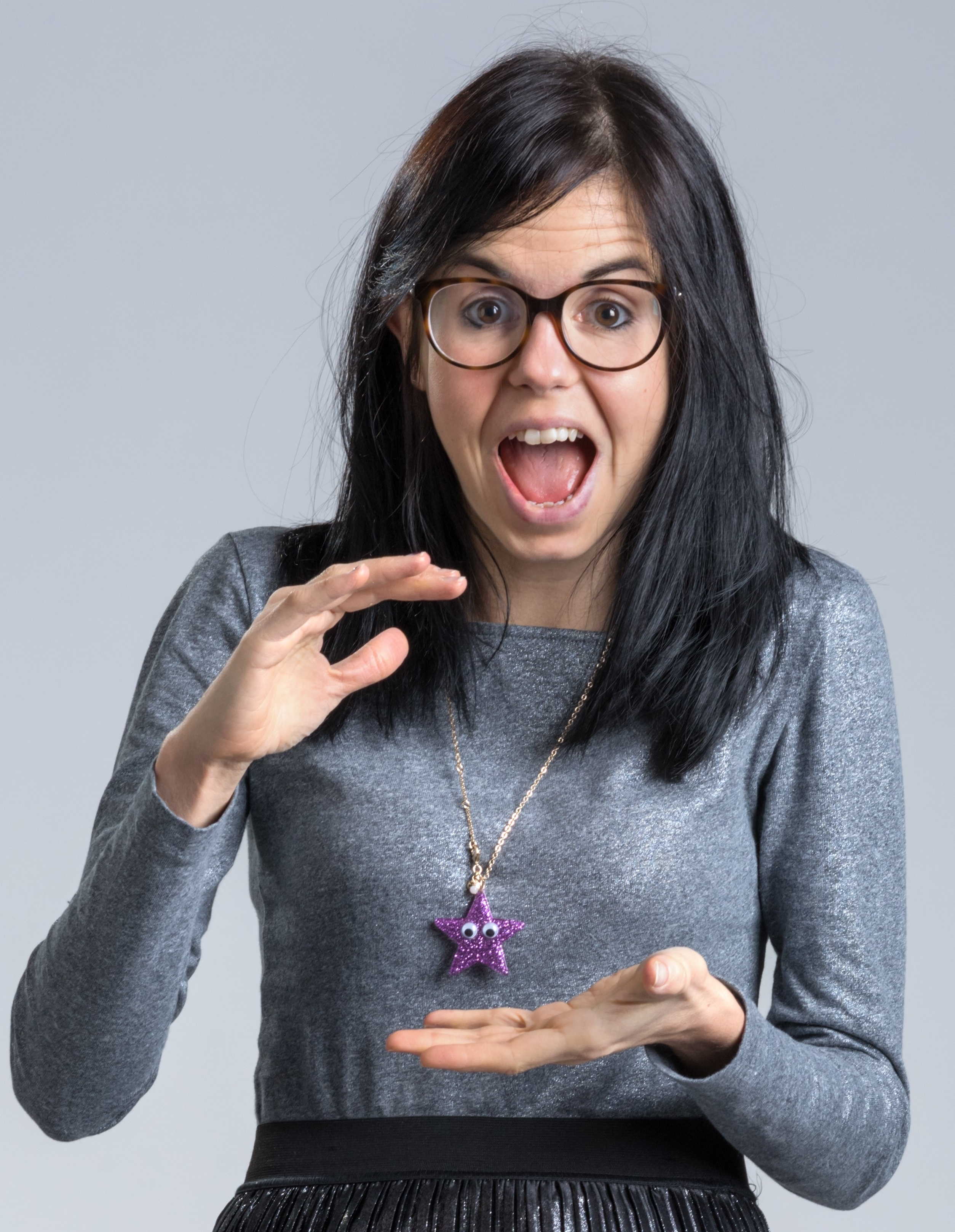
Jess Wade fue nominada en 2018 por su labor como defensora de la diversidad

Entre los galardonados de 2018 se encontraban: 
1. Yuan Cao: Vaquero del grafeno
2. Viviane Slon: Historiadora de la humanidad
3. He Jiankui: Pícaro CRISPR
4. Jess Wade: Campeona de la diversidad
5. Valérie Masson-Delmotte: Monitor de la Tierra
6. Anthony Brown: Cartógrafo estelar
7. Yeo Bee Yin: Fuerza para el medio ambiente
8. Barbara Rae-Venter: Detective del ADN
9. Robert-Jan Smits: Líder del acceso abierto
10. Makoto Yoshikawa: Cazador de asteroides

Los que hay que seguir en 2019:
1. Jean-Jacques Muyembe-Tamfum, director general del Instituto Nacional de Investigación Biomédica, República Democrática del Congo
2. Julia Olson, Co-abogada en Juliana contra Estados Unidos
3. Muthayya Vanitha, Director de Chandrayaan-2, la misión espacial india a la Luna
4. Maura McLaughlin, catedrática del Observatorio Norteamericano de Nanohercios para Ondas Gravitacionales (NANOGrav)
5. Sandra Díaz, codirectora de la Plataforma Intergubernamental Científico-Normativa sobre Diversidad Biológica y Servicios de los Ecosistemas (IPBES), Evaluación Mundial de la Diversidad Biológica y los Servicios de los Ecosistemas

## 2017
.

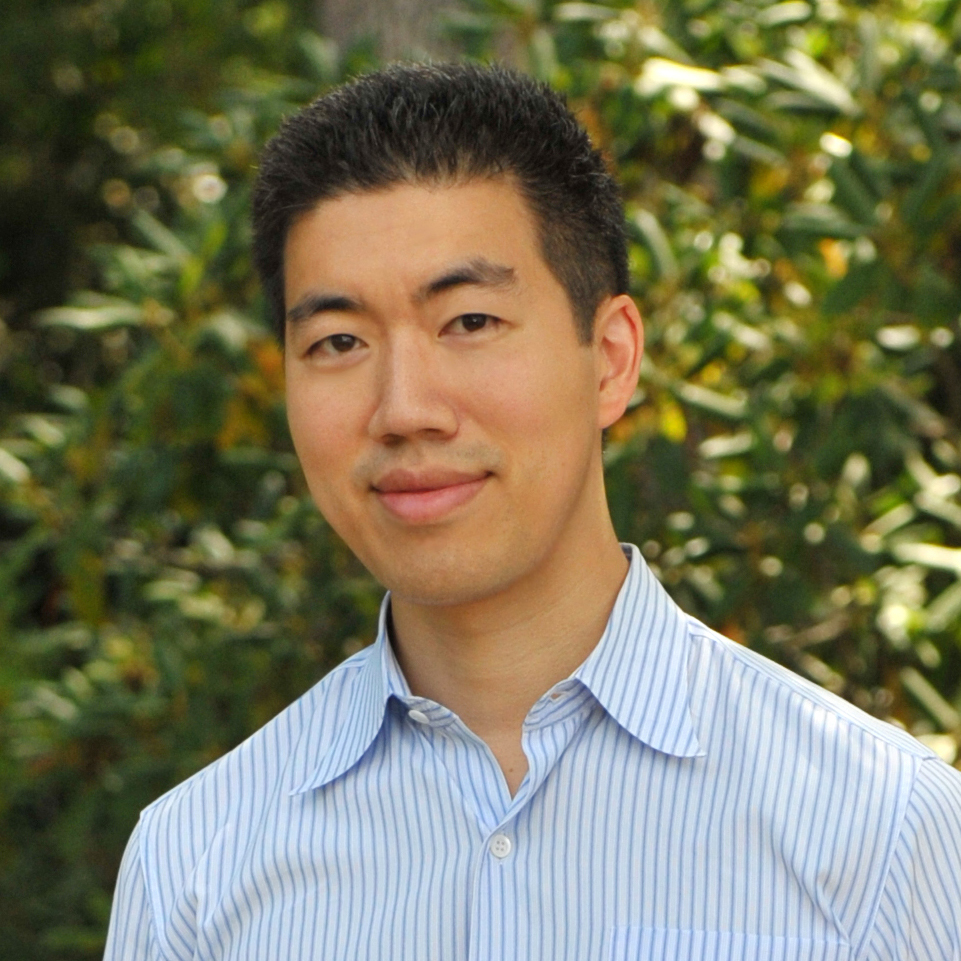
David R. Liu fue nominado en 2017 por su trabajo como corrector de genes

Entre los galardonados de 2017 se encontraban: 
1. David R. Liu: Corrector de genes
2. Marica Branchesi: Fusionadora
3. Emily Whitehead: Testimonio viviente
4. Scott Pruitt: Desmantelador de agencias
5. Pan Jianwei: Padre del quantum
6. Jennifer Byrne: Detectives del error
7. Lassina Zerbo: Rastreadora de pruebas
8. Victor Cruz-Atienza: Perseguidor de terremotos
9. Ann Olivarius: Campeona legal
10. Khaled Toukan: Apertura SESAME

Personas a seguir en 2018:
1. Shaughnessy Naughton, Presidente de 314 Action
2. Mark Walport, Director Ejecutivo de United Kingdom Research and Innovation (UKRI)
3. Kate Crawford, Cofundadora del AI Now Institute
4. John M. Martinis, Jefe de equipo de Computación cuántica en Google
5. Patricia Espinosa, Secretaria Ejecutiva de la Convención Marco de las Naciones Unidas sobre el Cambio Climático (CMNUCC)

## 2016

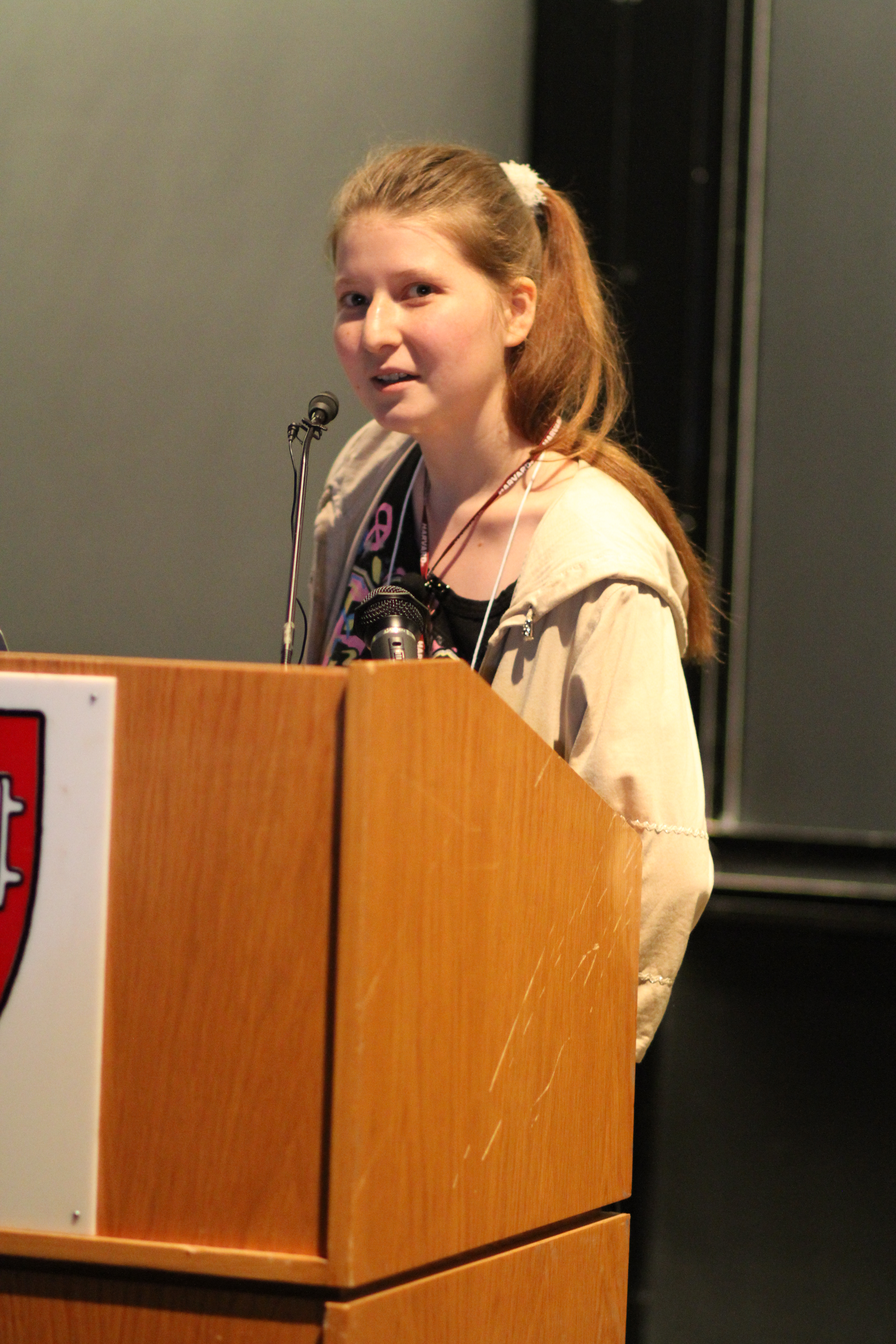
Alexandra Elbakyan fue nominada en 2016 por su trabajo en Sci-Hub

Entre los galardonados de 2016 se encontraban: 
1. Gabriela González: Espía de la gravedad
2. Demis Hassabis: Artesano de la mente
3. Terry Hughes: Centinela del arrecife
4. Guus Velders: Enfriador
5. Celina M. Turchi: Detective del Zika
6. Alexandra Elbakyan: Pirata de papel
7. John J. Zhang: Rebelde de la fertilidad
8. Kevin Esvelt: CRISPR cauteloso
9. Guillem Anglada-Escudé: Cazador de planetas
10. Elena Long: Pionera de la diversidad

A seguir en 2017:
1. Cori Bargmann, presidenta científica, Iniciativa Chan Zuckerberg
2. Robert Feidenhans'l, Presidente, XFEL Europeo
3. Jef Boeke, Co-líder, Proyecto Genoma Humano-Escritura
4. Wu Weiren, Diseñador Jefe, Programa Lunar de China
5. Marcia McNutt, Presidenta, Academia Nacional de Ciencias

## 2015

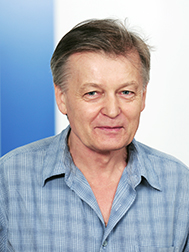
Mikhail Eremets fue nominado en 2015 por su trabajo sobre resistencia eléctrica y conductancia

Entre los galardonados de 2015 se encuentran:
1. Christiana Figueres: Guardiana del clima
2. Junjiu Huang: Editor de embriones
3. Alan Stern: Cazador de Plutones
4. Zhenan Bao: Maestro de materiales
5. Ali Akbar Salehi: Diplomático nuclear
6. Joan Schmelz: Una voz para las mujeres
7. David Reich: Arqueólogo del genoma
8. Mikhail Eremets: Súper director de orquesta
9. Christina Smolke: Revolución fermentadora
10. Brian Nosek: Desintegrador de sesgos

A seguir en 2016:
1. Fabiola Gianotti, Directora general del CERN
2. Gabriela González, Portavoz de Advanced LIGO
3. Kathy Niakan, Bióloga de células madre, Instituto Francis Crick
4. Demis Hassabis, Cofundador de DeepMind
5. Yang Wei, Director de la Fundación Nacional de Ciencias Naturales de China

## 2014

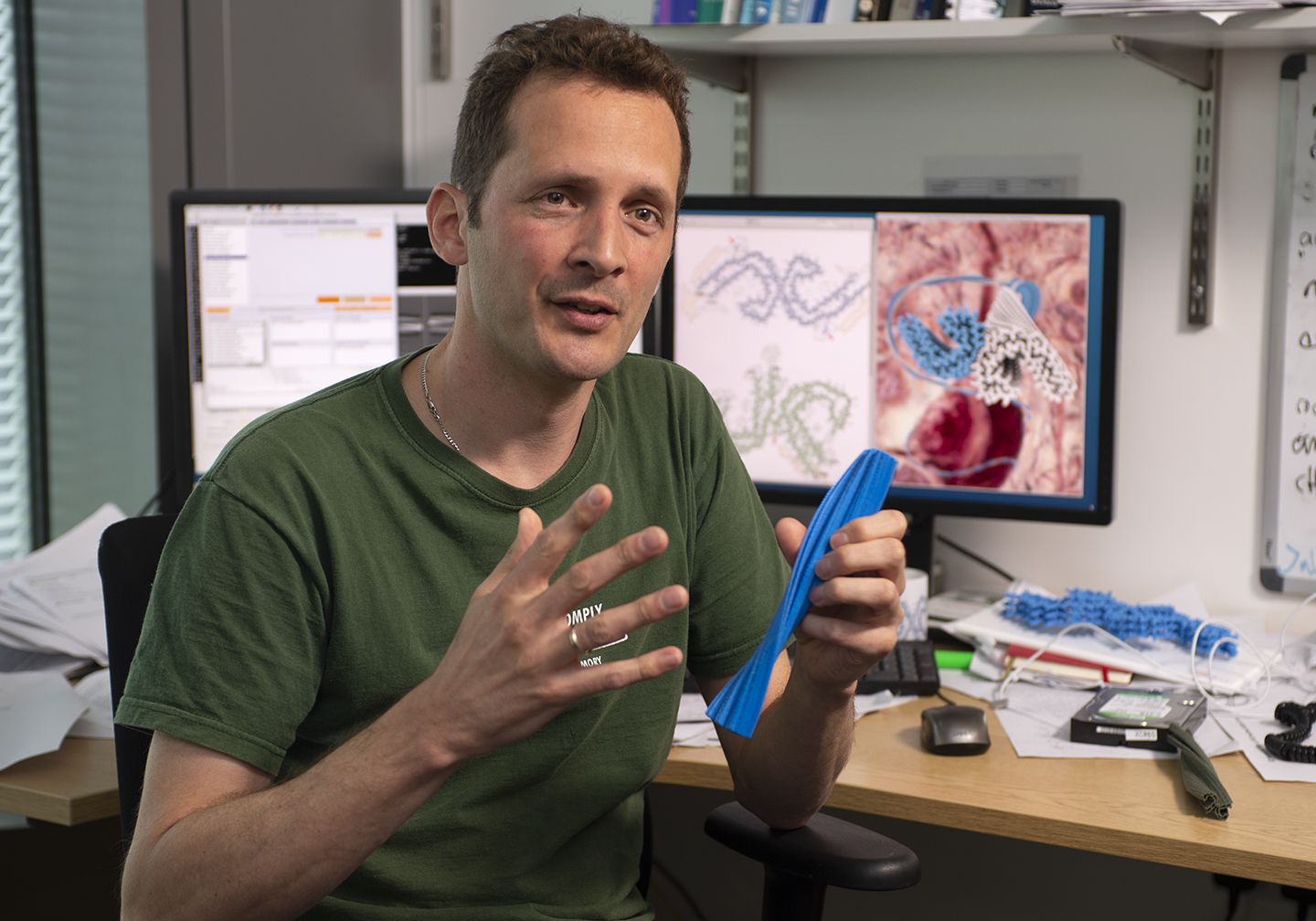
Sjors Scheres fue nominado en 2014 por su trabajo en Microscopía electrónica criogénica

Entre los galardonados de 2014 se encontraban:
1. Andrea Accomazzo: Perseguidor de cometas
2. Suzanne L. Topalian: Combatiente del cáncer
3. Radhika Nagpal: Fabricante de robots
4. Sheik Umar Khan: Médico del ébola
5. David Spergel: Escéptico cósmico
6. Maryam Mirzakhani: Exploradora de la superficie
7. Pete Frates: Retador del cubo de hielo
8. Koppillil Radhakrishnan: Lanzacohetes
9. Masayo Takahashi: Probador de células madre
10. Sjors Scheres: Solucionador de estructuras

Personas a seguir en 2015:
1. Xie Zhenhua, máximo responsable chino del clima
2. Alan Stern, investigador principal de la misión New Horizons de la NASA
3. Joanne Liu, presidenta internacional de Médicos Sin Fronteras (MSF)
4. Bernard Bigot, nominado como próximo director general del ITER
5. Rick Horwitz, Director ejecutivo del Instituto Allen de Ciencia Celular

## 2013
.

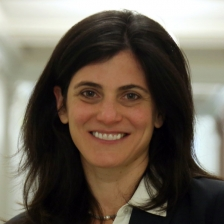
Tania Simoncelli fue nominada por su trabajo sobre política científica y patentes de genes

Entre los premiados de 2013 se encontraban:
1. Feng Zhang: El maestro editor del ADN
2. Tania Simoncelli: Enemiga de las patentes de genes
3. Deborah Persaud: Vencedora viral
4. Michel Mayor: En busca de Tierras hermanas
5. Naderev Saño: Conciencia climática
6. Viktor Grokhovsky: Cazador de meteoritos
7. Hualan Chen: Detective de primera línea de la gripe
8. Shoukhrat Mitalipov: El jefe de la clonación
9. Kathryn Clancy: Un ojo en el acoso
10. Henry Snaith: Adorador del sol

A seguir en 2014:
1. Masayo Takahashi, Centro RIKEN de Biología del Desarrollo
2. Christopher Field del Grupo Intergubernamental de Expertos sobre el Cambio Climático
3. Jean-Pierre Bourguignon Presidente entrante, Consejo Europeo de Investigación (ERC)
4. Koppillil Radhakrishnan Presidente de la Organización India de Investigación Espacial
5. Gordon Sanghera de Oxford Nanopore Technologies

## 2012

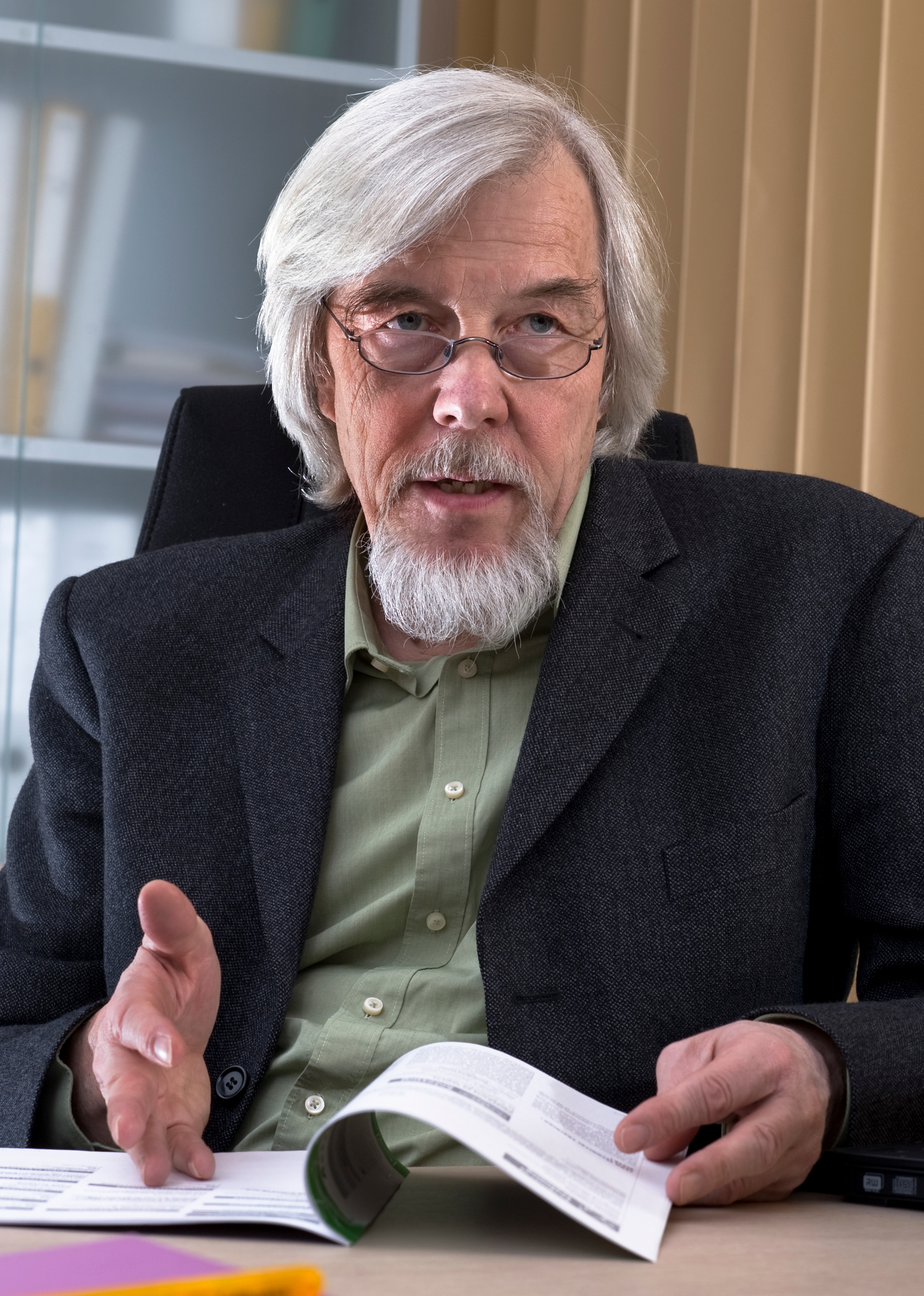
Rolf-Dieter Heuer del CERN fue nominado por su trabajo sobre el bosón de Higgs

Entre los galardonados de 2012 se encontraban:
1. Rolf-Dieter Heuer: El diplomático de Higgs
2. Cynthia E. Rosenzweig: Guardiana de Gotham
3. Adam Steltzner: Nuestro hombre en Marte
4. Cédric Blanpain: Rastreador de células
5. Elizabeth Iorns: Sabueso de la replicación
6. Jun Wang: El gigante del genoma
7. Jo Handelsman: La detective de prejuicios
8. Tim Gowers: La semilla del descontento
9. Bernardo De Bernardinis: En la línea de falla
10. Ron Fouchier: Luchador contra la gripe

Personas a seguir en 2013:
1. Anne Glover, asesora científica jefe de la Comisión Europea.
2. Thomas Stocker, del Grupo Intergubernamental de Expertos sobre el Cambio Climático (IPCC)
3. Chris Austin, Centro Nacional para el Avance de las Ciencias Traslacionales de EE.UU.
4. Jan Tauber, de la misión Planck de la Agencia Espacial Europea
5. Rafael Yuste, de la Universidad de Columbia, Nueva York

## 2011

Rosie Redfield fue nominada en 2011 por su trabajo sobre bioquímica del arsénico y ciencia abierta

Entre los galardonados de 2011 se encontraban: 
1. Dario Autiero: retador de la relatividad
2. Sara Seager: Buscadora de planetas
3. Lisa Jackson: Policía de la contaminación
4. Essam Sharaf: Revolucionario de la ciencia
5. Diederik Stapel: Estrella caída
6. Rosie Redfield: Investigadora crítica
7. Danica May Camacho: Hija del tiempo
8. Mike Lamont El mecánico de Higgs
9. Tatsuhiko Kodama: El tábano de Fukushima
10. John Rogers: Ejecutivo tecnológico